# A Child of the Sea (film 1915)
A Child of the Sea è un cortometraggio muto del 1915 diretto da Frank Wilson.

## Trama
Un pescatore salva la figlia adottiva quando lei viene abbandonata da un mascalzone londinese.

## Produzione
Il film fu prodotto dalla Hepworth.

## Distribuzione
Distribuito dalla Hepworth, il film - un cortometraggio di 152,4 metri - uscì nelle sale cinematografiche britanniche nell'aprile 1915.
Fu distrutto nel 1924 dallo stesso produttore, Cecil M. Hepworth. Fallito, in gravissime difficoltà finanziarie, Hepworth pensò in questo modo di poter almeno recuperare il nitrato d'argento della pellicola.